# 溝脇隼人
溝脇 隼人（みぞわき はやと、1994年5月17日 - ）は、熊本県玉名郡岱明町（現：玉名市）出身の社会人野球選手、元プロ野球選手（内野手）。右投左打。

## 経歴

### プロ入り前
玉名市立岱明中学校時代は、軟式野球部に所属。
九州学院高等学校では、1年時から遊撃手のレギュラーに定着。1年時夏の第92回全国高等学校野球選手権大会では、「2番・遊撃手」として全試合でスタメン起用された。3回戦の前には肺炎に罹患したが、点滴を受け強行出場した。準々決勝の一二三慎太擁する東海大相模高校戦に3-10で敗れ、ベスト8だった。
2年時春の第83回選抜高等学校野球大会では、「1番・遊撃手」として起用された。1回戦の國學院久我山高校戦では、9回二死から三塁打を放つ。続く打者への暴投の間に本塁へ突入しサヨナラ勝ちを収めた。2回戦の履正社高校戦の前に胃腸炎となり点滴を受けて出場するもチームは2-8で敗退し、自身が最後の打者となってしまった。夏は、熊本県予選準決勝で熊本工業高校に0-3で敗れた。
3年時春の第84回選抜高等学校野球大会でも、「1番・遊撃手」として起用された。2回戦にて同大会の優勝校であり、藤浪晋太郎擁する大阪桐蔭高校に3-5で敗れた。夏は、熊本県予選準決勝で優勝校の済々黌高校に0-1で敗れた。
2012年10月25日に行われたドラフト会議では、中日ドラゴンズから5位指名を受け、契約金2700万円、年俸600万円で入団に合意した。背番号は48。

### 中日時代
2013年、一軍出場なしに終わった。
2014年8月26日、対横浜DeNAベイスターズ戦（ナゴヤドーム）にて、「8番・遊撃手」としてプロ入り初出場をスタメンで飾り、3打席目で久保康友からプロ初安打を放った。
2015年、一軍出場なしに終わった。
2016年、6試合に出場したものの、無安打に終わった。
2017年4月4日、対広島東洋カープ戦（ナゴヤドーム）にて野村祐輔からプロ入り初本塁打を記録。
2018年、ウエスタン・リーグ優秀選手賞の表彰を受けた。
2019年5月19日、「1番・二塁手」として2年ぶりのスタメン出場を果たし、プロ入り初の猛打賞を記録。しかし、同25日の試合中、右手に違和感を覚え、翌26日に登録抹消された。
2020年3月21日、広島東洋カープとの練習試合の試合前練習にて右脇腹を痛め、右内腹斜筋筋膜損傷と診断された。復帰後には、6月30日に登録抹消された堂上直倫に代わり一軍登録された。7月5日、「1番・二塁手」でスタメン出場。最終的には代打・代走を中心に自己最多となる39試合に出場し、打率.213を記録した。
2021年、開幕から続く正二塁手である阿部寿樹の不振と、溝脇の二軍での打率が.350を超えていたことが重なり、6月に一軍昇格し、スタメン起用が見られた。しかしその機会を活かせず、精神的に追い込まれていたという。その後登録を抹消され、8月に三ツ俣大樹と代わり再び一軍昇格。シーズン初安打まで18打数を要したが、8月21日の対阪神タイガース戦（ナゴヤドーム）にてプロ初となる4安打を記録し、お立ち台に上がった。最終的には22試合に出場し打率.268。11月11日、契約更改にて現状維持となる推定年俸900万円でサインした。
2022年、オープン戦では代走・守備固めとして積極起用された。3月27日、読売ジャイアンツ（東京ドーム）との開幕3戦目にて、延長10回表、二死満塁の場面で直江大輔から決勝の2点適時打を放ち、立浪和義の監督就任後初勝利に貢献。その後も京田陽太の不振から多くの出場機会を得て、打撃でアピールを続けた。最終的に前年までの通算出場数（89試合）に迫る87試合に出場。11月18日の契約更改では600万円増となる推定年俸1500万円でサインした。
2023年、開幕から一軍に帯同し、代打や守備固めとして59試合に出場。しかし、打率.175と不振を極め、8月30日には二軍へ降格。その後の一軍再昇格はなく、秋季練習のメンバーからも外れる。10月31日、戦力外通告を受けた。溝脇は球団から「今までありがとう」と言われたことを明かしている。12球団合同トライアウトには参加しなかった。

### 中日退団後
岐阜県の三甲株式会社に入社し、同社の軟式野球部でプレーしている。

## 選手としての特徴・人物
50m走6秒0の俊足。二塁手を中心に内野の複数ポジションをこなし、球際にも強い守備が武器。打撃ではミート力の高さが持ち味。
愛称は「ミゾ」。
憧れの選手は、同じ熊本県出身の荒木雅博。

## 詳細情報

### 年度別打撃成績
| 年 度     | 球 団     | 試 合 | 打 席 | 打 数 | 得 点 | 安 打 | 二 塁 打 | 三 塁 打 | 本 塁 打 | 塁 打 | 打 点 | 盗 塁 | 盗 塁 死 | 犠 打 | 犠 飛 | 四 球 | 敬 遠 | 死 球 | 三 振 | 併 殺 打 | 打 率 | 出 塁 率 | 長 打 率 | O P S |
| --------- | --------- | ----- | ----- | ----- | ----- | ----- | -------- | -------- | -------- | ----- | ----- | ----- | -------- | ----- | ----- | ----- | ----- | ----- | ----- | -------- | ----- | -------- | -------- | ----- |
| 2014      | 中日      | 2     | 5     | 5     | 0     | 1     | 0        | 0        | 0        | 1     | 0     | 0     | 0        | 0     | 0     | 0     | 0     | 0     | 1     | 0        | .200  | .200     | .200     | .400  |
| 2016      | 中日      | 6     | 3     | 3     | 1     | 0     | 0        | 0        | 0        | 0     | 0     | 0     | 0        | 0     | 0     | 0     | 0     | 0     | 0     | 0        | .000  | .000     | .000     | .000  |
| 2017      | 中日      | 12    | 16    | 14    | 1     | 1     | 0        | 0        | 1        | 4     | 1     | 0     | 0        | 0     | 0     | 2     | 0     | 0     | 5     | 1        | .071  | .188     | .286     | .473  |
| 2019      | 中日      | 8     | 16    | 15    | 3     | 3     | 0        | 1        | 0        | 5     | 0     | 0     | 0        | 0     | 0     | 1     | 0     | 0     | 2     | 0        | .200  | .250     | .333     | .583  |
| 2020      | 中日      | 39    | 50    | 47    | 6     | 10    | 1        | 2        | 0        | 15    | 3     | 0     | 0        | 1     | 0     | 2     | 0     | 0     | 8     | 0        | .213  | .245     | .319     | .564  |
| 2021      | 中日      | 22    | 47    | 41    | 2     | 11    | 0        | 1        | 0        | 13    | 2     | 1     | 0        | 3     | 0     | 3     | 1     | 0     | 10    | 0        | .268  | .318     | .317     | .635  |
| 2022      | 中日      | 87    | 157   | 139   | 7     | 35    | 5        | 1        | 0        | 42    | 9     | 2     | 1        | 8     | 2     | 8     | 0     | 0     | 26    | 2        | .252  | .289     | .302     | .591  |
| 2023      | 中日      | 59    | 45    | 40    | 5     | 7     | 2        | 0        | 0        | 9     | 3     | 1     | 0        | 2     | 0     | 2     | 0     | 1     | 12    | 0        | .175  | .233     | .225     | .458  |
| 通算：8年 | 通算：8年 | 235   | 339   | 304   | 25    | 68    | 8        | 5        | 1        | 89    | 18    | 4     | 1        | 14    | 2     | 18    | 1     | 1     | 64    | 3        | .224  | .268     | .293     | .560  |

### 年度別守備成績
| 年 度 | 球 団 | 遊撃  | 遊撃  | 遊撃  | 遊撃  | 遊撃  | 遊撃     | 二塁  | 二塁  | 二塁  | 二塁  | 二塁  | 二塁     | 三塁  | 三塁  | 三塁  | 三塁  | 三塁  | 三塁     |
| 年 度 | 球 団 | 試 合 | 刺 殺 | 補 殺 | 失 策 | 併 殺 | 守 備 率 | 試 合 | 刺 殺 | 補 殺 | 失 策 | 併 殺 | 守 備 率 | 試 合 | 刺 殺 | 補 殺 | 失 策 | 併 殺 | 守 備 率 |
| ----- | ----- | ----- | ----- | ----- | ----- | ----- | -------- | ----- | ----- | ----- | ----- | ----- | -------- | ----- | ----- | ----- | ----- | ----- | -------- |
| 2014  | 中日  | 2     | 0     | 5     | 0     | 0     | 1.000    | -     | -     | -     | -     | -     | -        | -     | -     | -     | -     | -     | -        |
| 2016  | 中日  | -     | -     | -     | -     | -     | -        | 3     | 1     | 4     | 0     | 0     | 1.000    | -     | -     | -     | -     | -     | -        |
| 2017  | 中日  | -     | -     | -     | -     | -     | -        | 4     | 5     | 7     | 0     | 2     | 1.000    | 1     | 0     | 1     | 0     | 0     | 1.000    |
| 2019  | 中日  | -     | -     | -     | -     | -     | -        | 4     | 6     | 7     | 0     | 1     | 1.000    | -     | -     | -     | -     | -     | -        |
| 2020  | 中日  | -     | -     | -     | -     | -     | -        | 8     | 16    | 20    | 1     | 4     | .973     | 7     | 3     | 4     | 2     | 1     | .778     |
| 2021  | 中日  | 3     | 1     | 4     | 0     | 0     | 1.000    | 18    | 23    | 40    | 3     | 8     | .955     | -     | -     | -     | -     | -     | -        |
| 2022  | 中日  | 21    | 18    | 22    | 0     | 3     | 1.000    | 42    | 63    | 63    | 1     | 18    | .992     | 2     | 0     | 0     | 1     | 0     | .000     |
| 通算  | 通算  | 26    | 19    | 31    | 0     | 3     | 1.000    | 79    | 114   | 141   | 5     | 33    | .981     | 10    | 3     | 5     | 3     | 1     | .727     |

### 記録
初記録
- 初出場：2014年8月26日、対横浜DeNAベイスターズ17回戦（ナゴヤドーム）、8番・遊撃手で先発出場
- 初打席：同上、2回裏に久保康友から空振り三振
- 初安打：同上、7回裏に久保康友から左前安打
- 初本塁打・初打点：2017年4月4日、対広島東洋カープ1回戦（ナゴヤドーム）、3回裏に若松駿太の代打で出場、野村祐輔から右越ソロ

### 背番号
- 48（2013年 - 2023年）

### 登場曲
- 「やってみよう」WANIMA（2017年 - 2018年）
- 「青と夏」Mrs. GREEN APPLE（2019年 - 2023年）
- 「StaRt」Mrs. GREEN APPLE（2020年 - 2023年）
- 「ニュー・マイ・ノーマル」Mrs. GREEN APPLE（2022年 - 2023年）